# البيضاء (ليبيا)
البيضاء والمعروفة تاريخيًا باسم بلاغراي وبني زرقاء وزاوية البيضاء وبيضا ليتوريا، وهي من المدن الرئيسية ورابع أكبر مدن ليبيا. كانت مدينة البيضاء أحد العواصم الليبية في السابق، وفي عهد المملكة الليبية كانت مقرًا للبرلمان الليبي وعدد من الوزارات ورئاسة الوزراء والسفارة الأمريكية، من عام 1963 حتي 1969. البيضاء عاصمة منطقة الجبل الأخضر وهي أكبر مدنها ومركزها الرئيسي والإداري، كما تعد ثاني كبرى مدن المنطقة الشرقية وأهمها بعد بنغازي. مدينة البيضاء تسمى كذلك بـ «مدينة الثلوج» نظرًا لتساقط الثلوج عليها شتاءً، وهي معروفة بجوها المعتدل صيفًا، أما في الشتاء فإن شتاء مدينة البيضاء بارد وتعرف كذلك بـ «عروس الجبل الأخضر».
كانت البيضاء تُعد لتكون عاصمة جديدة لليبيا في فترة نهاية الحكم الملكي، حيث ضمت المباني الحكومية والإدارية مثل مجلس الوزراء ووزارة العدل، وكان سبب عدم إعلانها كعاصمة رسمية بمقتضي الدستور هو انتظار إكمال المباني بها، إلا أن هذه الخطة لم تنفذ بسبب مجيء حكم القذافي. ولقد كانت البيضاء من أوائل المدن التي ثارت ضد نظام العقيد معمر القذافي في ثورة 17 فبراير عام 2011.

## التسمية

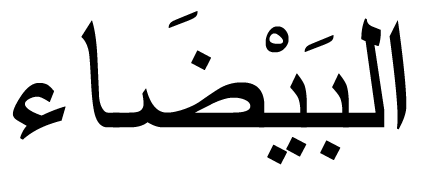
بالعربية: البيضاء.

عرفت البيضاء في بدايات القرن الأول قبل الميلاد عند الاستيطان الإغريقي في شمال شرق ليبيا باسم بلاغراي وذكرت على خريطة اللوحة البويتينغرية (Tabula Peutingeriana) في القرن الثالث عشر، وفي العقد الخامس من القرن التاسع عشر عام 1840 تعرف بزاوية البيضاء في بدايات الحركة السنوسية، وفي العقد الخامس من القرن العشرين عام 1933 عند الاستعمار الإيطالي لليبيا تعرف بيضا ليتوريا (بالإيطالية: Beda Littoria)‏، وفي العقد السادس من القرن العشرين عام 1950 تعرف باسم البيضاء.
وأقيمت زاوية البيضاء على آثار بلدة بلاغراي الإغريقية، وتميزت هذه الزاوية بلون طلائها الأبيض الناصع، علاوة على أنها كانت تقع على قمة مرتفعة، مما جعلها ظاهرة وواضحة للعيان، فسميت هذه المنطقة بالزاوية البيضاء. ومع مرور الزمن أصبح الناس ينطقونها بدون كلمة الزاوية، ومنذ ذلك الحين عرفت المدينة باسم البيضاء. اعتبر السنوسيون زاوية البيضاء الزاوية الأم لحركتهم، وكان يسمونها أم الزوايا، واتخذوا منها عاصمة سياسية ومقرًا لحكومتهم في العهد الملكي في ليبيا، إلا أنها لم تكن عاصمة بمقتضى الدستور، ومن ثم نقلت العاصمة إلى طرابلس عند الانقلاب العسكري ضد الحكم الملكي.

## التاريخ

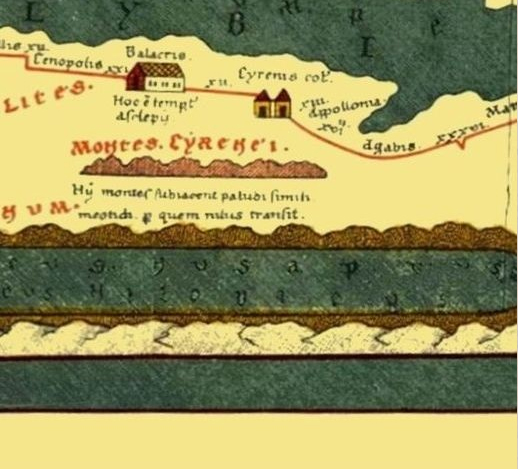
بلدة بلاغراي في القرن الثالث عشر البيضاء الآن

تأسست قديمًا عام 414 ق.م، تحت اسم بلدة بلاغراي الإغريقية، والتي كانت تابعة لمدينة قورينا، ومن أشهر أبنائها في تلك الفترة الأسقف سينيوس. وفي سنة 22 هـ، اتجه القائد عمرو بن العاص بعد أن فتح الإسكندرية غربًا نحو بلاد إنطابلس، فلم يجد مقاومة تذكر من سكانها الذين صالحوه على دفع جزية قدرها ثلاثة عشر ألف دينار سنويا، وأصبحت بلاد إنطابلس (برقة).
تأسست بالمدينة أول زاوية دينية سنوسية في ليبيا وأفريقيا في عام 1843 م، وكانت تعرف بأم الزوايا وقد أقامها محمد بن علي السنوسي في مدينة البيضاء في منطقة الزاوية القديمة، كما تواجد بها البرلمان الليبي في فترة الحكم الملكي. عرفت البيضاء أيضًا بتاريخها في الجهاد ضد الاحتلال الإيطالي، وتعتبر من أكبر المدن الليبية التي قدمت المجاهدين، وتعتبر آخر معاقل الجهاد في ليبيا والمدينة الوحيدة في ليبيا التي لم تتمكن إيطاليا من احتلالها بالمعني المفهوم، وبقيت المدينة تحافظ على استقلالها لشراسة المقاومة فيها، حيث اعتبرت معقلا للمجاهدين ورأس حربة لهم، مع أن المدينة تمثل موقعا استراتيجيا فإن الإيطاليون تراجعوا عن احتلالها لفداحة الخسائر المحتملة. اتخذها إرفين رومل مركزا له خلال الحرب العالمية الثانية، وكان يسكن في بيت يعرف الآن بقصر الضيافة، كما اتخذ من كهف رومل بمنطقة الغريقة البيضاء مقرًا لقيادته العسكرية. كما اتَّخَذت إيطاليا من البيضاء مقرًا لإمداد الفيلق الأفريقي الألماني.
كما أنطلقت منها البيضاء يوم 16 فبراير تطالب، وسقط فيها أولى قتل ثورة 17 فبراير، ونشب بها أول نزاع مسلح بين الثوار الليبيين وكتائب القذافي، وتعتبر البيضاء أيضاً أول مدينة تخرج عن سيطرة القذافي.

## إدارة المدينة

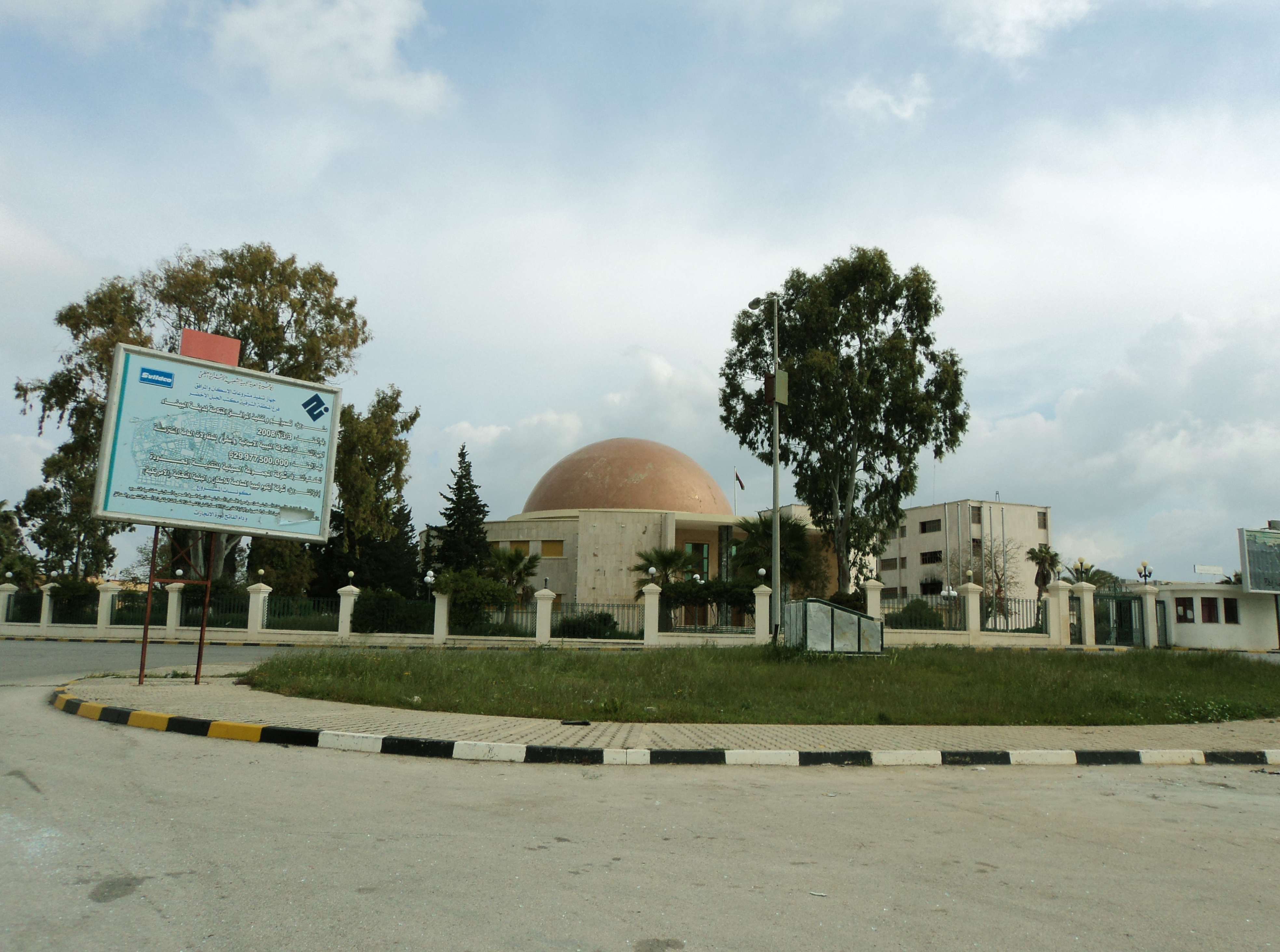
البرلمان الليبي سابقًا، الآن يسمي مبني البرلمان الليبي.

«علي حسين محمد» أول عميد بلدية البيضاء منتخب ومعه ستة أعضاء آخرين منتخبين وهم عبد الله مطول على يونس (نائب عميد)، فوزية على يونس المسماري، علي عبد العالي بلقاسم محمد ـ سعد سليمان محمد الحمري ـ على ادريس محمد التريكي ـ سليمان محمد سليمان
قبله كان «السنوسي السيفاط» ثاني رئيس للمجلس المحلي للمدينة غير المنتخب وقد سبقه «المستشار مصطفي عبد الجليل» رئيس المجلس المحلي المؤقت لمدينة البيضاء الغير منتخب وحيث كان أيضاً ممثل مدينة في البيضاء في المجلس الوطني الانتقالي المؤقت، فيما كان نائب رئيس المجلس المحلي المؤقت لمدينة البيضاء فهو «السنوسي السيفاط» وهو القائم باعمال رئيس المجلس المحلي المؤقت، نظراً لانشغال مصطفي عبد الجليل برئاسة المجلس الوطني الانتقالي، ويتبع هذا المجلس لجان: اللجنة الأمنية ـ لجنة الخدمات ـ اللجنة الإعلامية ـ اللجنة القانونية والاجتماعية ـ إدارة الأزمة، ويعتبر هذا المجلس المحلي للمدينة هو عبارة عن مجلس محلي مؤقت لحين تشكيل حكومة في ليبيا.

## السكان

### التركيبة السكانية
تتنوع التركيبة العرقية للسكان في مدينة البيضاء لتشمل إلى نوعين: عرب، قريت (يونانيون). يمثل العرب النسبة الأكبر، بينما يمثل القريت الأقلية بالنسبة للعرب. ينتمي العرب إلى عدد من قبائل برقة، والتي كانت ترتكز في مدينة البيضاء، مثل: البراعصة والحاسة والدرساء والعبيدات والمسامير وأولاد أحمد (حمد)، وغيرهم كالعوامة والسعيط والقطعان والحسانة. إضافة إلى عدد من أبناء قبائل مدينة مصراتة وقبائل مدينة درنة.
تضم المدينة نسبة كبيرة من العرب من المصريين والسودانيين والسوريين والعراقيين. كما توجد أعداد من الأجانب في المدينة منهم البولنديين والباكستانيين والإيطاليين والصينيين والأتراك. إضافةً إلى أعداد من الأفارقة وبعض اليهود الذين أسلموا بعد التصادم الذي شهدته ليبيا بين سكانها من المسلمين واليهود في 3 تشرين الثاني (نوفمبر) 1945.

### التطور الديموغرافي
| 1964   | 1973   | 1984   | 1993    | سكان محافظتها عام 2005 | 2012    |
| ------ | ------ | ------ | ------- | ---------------------- | ------- |
| 12٫500 | 31٫796 | 67٫120 | 100٫000 | 206٫180                | 209٫978 |

## الجغرافيا والطقس

### الجغرافيا

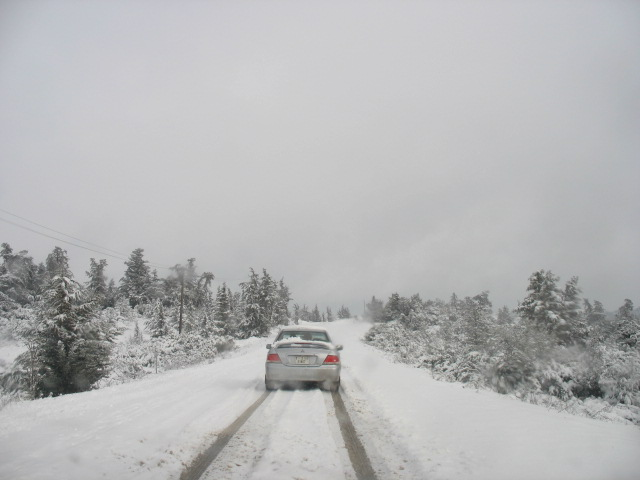
ضواحي البيضاء في شتاء 2008.

تجاور مدينة البيضاء العديد من الأودية والغابات، التي لا تتواجد في باقي مدن الجبل الأخضر. تحتوي تلك الغابات على أشجار الصنوبر والخروب ونبات الزعتر وزعرور المعروف باسم البطوم في ليبيا، وقطلب المعروف محلياً باسم «الشماري» والتيه وعشبة الخلعة وإكليل الجبل، والكثير من الأعشاب الطبية، وهي تتشابه في ذلك مع الغابات اليونانية والإيطالية. كما تشتهر بجودة أنواع العسل نظرًا لغزارة الأعشاب بها.
تقع البيضاء في هضبة الجبل الأخضر الواقعة شمال شرق ليبيا على ارتفاع يبلغ حوالي 2047 قدماً (624 مترًا) عن سطح البحر. البيضاء تعتبر من أفضل المدن الليبية من ناحية الطبيعة والمناخ، حيث يعتبر مناخها معتدل الحرارة والمائل إلى البرودة في فصل الشتاء، ويبلغ معدل سقوط الأمطار فيه حوالى 400 ملم سنويًا.

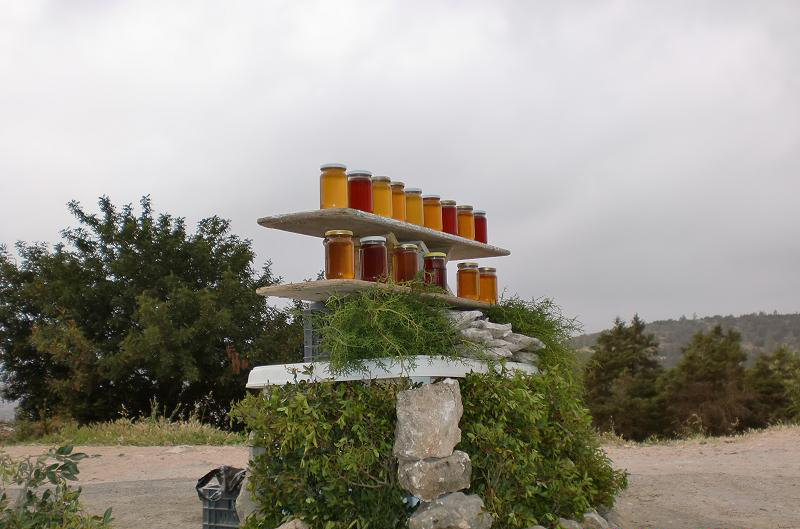
عرض لعسل الجبل الأخضر بالقرب من البيضاء

تتمتع البيضاء بتنوع نباتي ممتاز، والتي اكتسب منه الجبل الأخضر اسمه، حيث يضم نباتات وأشجار العرعر والبطوم والشماري والصنوبر والخروب والبربش والزيتون والسرو والبلوط، إلى جانب كم من الأشجار المثمرة كأشجار التفاح والكروم واللوزيات وغيرها من الفواكة، والتي يقدر عددها بحوالى أربعة ملايين شجرة، هذا إلى جانب العديد من الأعشاب والنباتات الطبية النادرة التي تغذيها شبكة من عيون المياه الطبيعية المنتشرة في أغلب مناطق الجبل، حيث يعد الجبل من أخصب مناطق الشمال الأفريقي.
يوفر هذا الغطاء النباتى بيئة مناسبة لعيش مجموعات من الطيور والحيوانات البرية المختلفة التي تتعدد أنواعها وفصائلها في المنطقة. كما يعد هذا الغطاء النباتى بأزهاره مركزًا لإنتاج عسل النحل حيث يشتهر الجبل الأخضر بإنتاج أجود أنواع العسل من الزعتر ونبات السدر، إلى جانب نوع من العسل يستخرج من نبات الشمارى الذي يزهر في شهرى كانون ديسمبر ويناير، والذي يعرف بالعسل المر الذي تشتهر بإنتاجه منطقة وادي الكوف، والذي ثبت أنه مفيد لعلاج أمراض الكبد، كما يتناوله مرضى السكر لأنه لا يرفع نسبة السكر في الدم.

### موقع المدينة
تقع مدينة البيضاء في شمال شرق ليبيا أعلى قمة الجبل الأخضر عند التقاء خط العرض 21.44 شمالاً مع خط الطول 32.76 شرقًا. تحدها من الشرق مدينة قورينا، ومن الغرب قرية مسة، وجنوبًا قرية أسلنطة، ومن الشمال غابات الوسيطة، مما يجعلها تتوسط الجبل الأخضر.
نظرًا لتوسط موقع المدينة بين محافظات درنه، والمرج، والقبة، وبنغازي؛ وموقعها في منتصف الجبل الأخضر، أصبحت عقدة حضرية ذات طابع تجاري ومركز تسوق للمدن والقرى المجاورة لها، كما تتمتع بأهمية سياحية لقربها بالعديد من الأماكن الآثرية مثل قورينا وأبولونيا وثيودورياس وبتوليمايس، إضافة إلى بلدة بلاغراي الموجودة بها. قربها من البحر بحوالي 20 كم وإحاطتها بالغابات، جعل منها مدينة سياحية تمتلك مقومات ذات درجة عالية.

### الطقس
تتميز مدينة البيضاء بمناخ البحر المتوسط، وهي مشهورة بتساقط الثلوج وأمطارها الغزيرة، حيث لا ترتفع درجة الحرارة في الصيف عن 30 °م، أما شتاءها فهو قارص يصل لدرجة التجمد وهطول الثلوج، حيث تعتبر المدينة المتوسطية الوحيدة بين فلسطين وتونس التي يتساقط فيها الثلوج، لذا يطلقون عليها أحيانًا في ليبيا مدينة الثلوج، وتعبر هي المنطقة الوحيدة في ليبيا التي تهطل عليها ثلوج وهو ما يميزها على باقي مدن ليبيا.
وتعتبر مدينة البيضاء أكثر مدن ليبيا تساقطاً للأمطار حيث تصل نسبة المتساقطات إلى 700 مليمتر. وعدد أيام هطول المطر يصل لأكثر من 120 يوماً في السنة. بينما معدل بقاء الغطاء الثلجي يصل إلى 10 أيام في السنة ولا يبقى سوى بضعة أيام عند الهطول. ويغطي الضباب المدينة معظم السنة وبالاخص في الصباح الباكر وفترات الليل وأحياناً يبقى طول اليوم.
| المناخ في البيضاء | المناخ في البيضاء | المناخ في البيضاء | المناخ في البيضاء | المناخ في البيضاء | المناخ في البيضاء | المناخ في البيضاء | المناخ في البيضاء | المناخ في البيضاء | المناخ في البيضاء | المناخ في البيضاء | المناخ في البيضاء | المناخ في البيضاء |
| درجة الحرارة      | درجة الحرارة      | درجة الحرارة      | درجة الحرارة      | درجة الحرارة      | درجة الحرارة      | درجة الحرارة      | درجة الحرارة      | درجة الحرارة      | درجة الحرارة      | درجة الحرارة      | درجة الحرارة      | درجة الحرارة      |
| شهر               | يناير             | فبراير            | مارس              | أبريل             | مايو              | يونيو             | يوليو             | أغسطس             | سبتمبر            | أكتوبر            | نوفمبر            | ديسمبر            |
| ----------------- | ----------------- | ----------------- | ----------------- | ----------------- | ----------------- | ----------------- | ----------------- | ----------------- | ----------------- | ----------------- | ----------------- | ----------------- |
| العظمى م° (ف°)    | 15 (59)           | 13 (83)           | 15 (75)           | 17 (76)           | 20 (62)           | 24 (77)           | 27 (83)           | 30 (86)           | 20 (85)           | 25 (78)           | 21 (70)           | 16 (62)           |
| الصغرى م° (ف°)    | 08 (48)           | 07 (59)           | 06 (50)           | 10 (54)           | 11 (47)           | 14 (37)           | 17 (38)           | 21 (71)           | 20 (69)           | 17 (63)           | 13 (57)           | 10 (51)           |

## عاصفة دانيال
في 10 سبتمبر دخلت عاصفة دانيال شرق ليبيا، واجتاحت الفيضانات الناجمة عن الأمطار منطقة الجبل الأخضر بالكامل، حيث هطلت أمطار غزيرة بلغت 414 مم في مدينة البيضاء،أي ما يعادل 77% من متوسط إجماليها السنوي. وهذا ما أدى إلى قطع جميع الطرق الرئيسية في مناطق الجبل الأخضر.
تم إخلاء المستشفيات بسبب الفيضانات الكبيرة التي جلبها دانيال. وقُتل حوالي 200 شخص، وفقد العشرات. وتعرض حوالي 5000 منزل و35 كيلومترًا من الطرق و20 كيلومترًا من خطوط الصرف الصحي في المدينة لأضرار، وتدمير حوالي 60 مزرعة.

## عمران المدينة

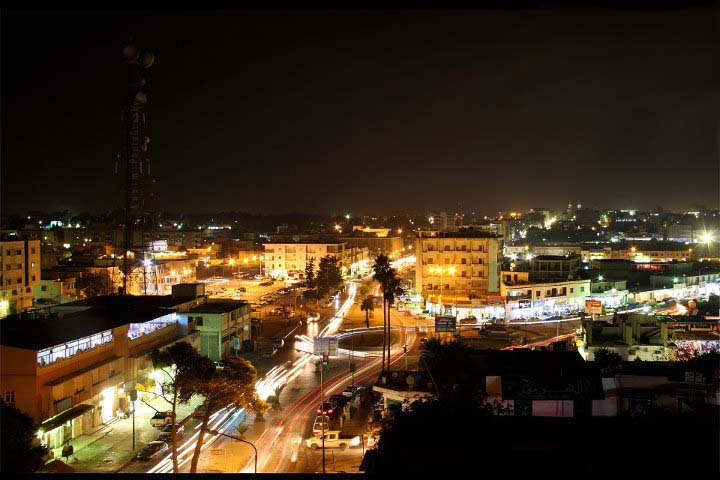
ميدان البريد القديم مساءً وسط المدينة، 2012

يتخذ مخطط مدينة البيضاء شكل تقريبي من مثلث، إلا أن المدينة بدأت تتغير بشكل كبير وسريع بسبب زيادة عدد السكان، حيث تعد رابع كبرى مدن ليبيا وثاني أكبر تجمع سكاني في المدن الشرقية وبسبب أحتوائها على مراكز إدارية هامة، وقرب القرى منها التي تكاد تتصل بالمدينة.
تقسم مدينة البيضاء إلى سبعة مناطق كبرى، يضم كل منها عدد من الأحياء الفرعيّة، وهي مناطق «السوق القديم» و«الزاوية القديمة» و«البيضاء الغربية» و«البيضاء الشرقية» و«البيضاء الشمالية» و«الغريقة» و«وردامة».
تضم المناطق السابقة عددًا من الأحياء ومن أشهرها حي الزاوية القديمة هو من أقدم الأحياء في المدينة، وهو مبنيّ على آثار بلدة بلاغراي الأغريقية، ليصبح زاوية دينية أقامها محمد بن علي السنوسي عام 1840 م، وشهرته تكمن في أنه مقر المقر الرئيسي للحركة السنوسية. و«حي الأندلس» الذي يضم مع الكاوة العديد من المرافق الحكومية، و«حي فيلات 300» الذي كان محل إقامة الوزراء في الفترة الملكية. ويقع في «الكاوة» ضريح رويفع بن ثابت الأنصاري.
هناك أيضًا «البيضاء الجديدة» وهو من الأحياء الكثيفة سكنيًا، و«حي الجنين» الذي يضم سوقًا للخضراوات وآخر للملابس وثالث للسيارات وهو ثاني أكبر سوق للسيارات بالمنطقة الشرقية. «حي الزيتونة» يضم العديد من المدارس وعدد من كليات جامعة عمر المختار وجامعة محمد بن علي السنوسي، بينما يضم «حي الخنساء» مستشفتي 17 فبراير وعمر المختار للإسعاف والطوارئ، و«الغريقة» الذي يضم المقبرة الرئيسية للمدينة سابقاً ودار لرعاية الأيتام ويوجد به أشهر أسواق الجبل الأخضر للملابس الشعبية، كما هناك احياء حديثة بعد عام 2011 والمكتظه الان بالسكان واشهر الأسواق بالمدينة مثل حي البكوش وحي السلام وحي المدينة الرياضة وحي ام الصفصاف وحي المختار وحي المنار وحي بوسلطان وحي الحرس وحي البحوث . إضافة إلى «حي الأخضر» الذي يضم نادي الأخضر وسوق الأخضر.
أضيف تقسيم جديد للمدينة بمنطقة سيدي الحمري، والمسمي بـ«البيضاء 2» يبعد عن المدينة 8 كم لإقامة مدينة حديثة يبلغ عدد مساكنها حوالى 12,000 مسكن حديث، يتصل المدينة بناحية سوق العرب، مما يجعلها أكبر ثالث منطقة سكنية في ليبيا بعد طرابلس وبنغازي. تم الاتفاق مع شركة «فرولانا بوتومي» الإيطالية العالمية و«ساينو هايدرو» الصينية العالمية على تنفيذ المشروع.
إضافة إلى مشاريع سكنية عديدة داخل المدينة بالقرب من سيدي رويفع بن ثابت الأنصاري، والمعروفة بعمارات الصينية والتي يصل عددها 3,000 وحدة سكنية، وعمارات سيدي شاهر روحه بالقرب من ضريحه وعمارات نهاية الدائري بالقرب من كاف الشويخ، ويصل عدد الوحدات السكنية 220 وحدة سكنية، ومشروع المشتل الذي يضم 2,000 وحدة سكنية وما زالت جميع تلك المشاريع تحت الإنشاء.

## الاقتصاد
يتخذ مركز البحوث الزراعية والحيوانية من البيضاء مقرًا رئيسيًا له، كما يتخذها المصرف الزراعي مقرًا لفرعه الرئيسي بالمنطقة الشرقية، وكذلك الحال بالنسبة للشرطة الزراعية والكهربائية. وتضم البيضاء أيضًا المقر الرئيسي للجنة الوطنية الشبابية لمكافحة المخدرات. كما يتخذ المصرف التجاري الوطني من البيضاء مقرًا رئيسيًا له، بالإضافة إلى الشركة العامة للأثاث.
يوجد العديد من فروع المصارف الأخرى في المدينة منها مصرف الوحدة ومصرف الجمهورية ومصرف الصحاري والمؤسسة المصرفية الأهلية، إضافة إلى العديد من ماكينات الصرف الآلي المتوفرة في شوارع المدينة.
تتخذ بعض المصانع التابع للملك العام (الدولة) موقعًا لها بضواحي المدينة والمنطقة الصناعية، ومن أشهرها مصنع ألبان البيضاء ومصنع فواكة البيضاء، ومصنع السماد العضوي ومصنع أعلاف البيضاء ومصنع المعمورة للمواد الغذائية ومصنع لدائن البيضاء، إضافة إلى العديد من المصانع الأخرى مثل العصائر ومواد التنظيف والحلويات والتوابل والبخور والأسفنج والرخام والطلاء والجرافيت والمواد الغذائية، وغيرها.

## الخدمات العامة

### التعليم
في سنة 1951، بعد عودة المؤسسات الوطنية للعمل، عادت الزاوية البيضاء للعمل بكامل قوتها لتعليم القرآن الكريم مستعينة بعلماء وقرّاء من الأزهر الشريف. تطورت الزاوية لتكون معهدًا دينيًا متوسطًا لتعليم الفقه والقراءات، ثم أصبحت جامعة محمد بن علي السنوسي الإسلامية، وهي أول جامعة إسلامية في ليبيا، حيث كانت تستقبل الطلاب من جميع أنحاء ليبيا ومن كافة أصقاع العالم، إلا أنه بعد الانقلاب العسكري، أصبح يدرّس بها العلوم التطبيقية والإنسانية إلى جانب العلوم الإسلامية، وتم تغيير اسمها إلى جامعة عمر المختار، نظرًا لارتباط اسمها القديم بالعهد الملكي، وأصبح لها فروعًا في القبة ودرنة وطبرق، وبعد ذلك تم تفعيل جامعة محمد بن علي السنوسي بالإضافة إلى جامعة عمر المختار.
تضم المدينة أيضًا فروع وكليات من جامعات «أفريقيا الأهلية» وجامعة محمد بن علي السنوسي إضافة بعض المراكز العليا للمهن الشاملة والإمامة والخطابة والصحة.

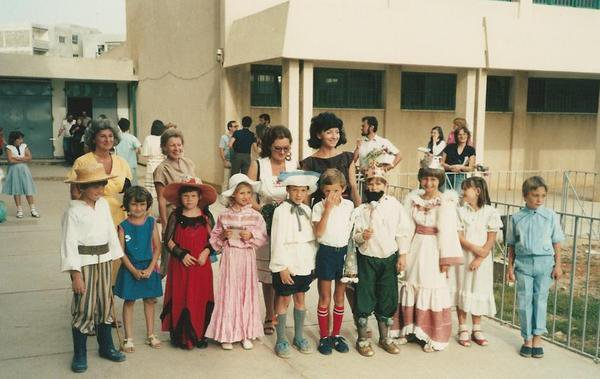
فصل بولندي عام 1984 بمدينة البيضاء

بالمدينة أيضًا عدد من المدارس التي تهتم بتدريس اللغة الإنجليزية لأبناء الجاليات الأجنبية المقيمة بالمدينة، مثل «المدرسة الباكستانية». إضافة إلى بعض المدارس التخصصية مثل «ثانوية الفاتح للعلوم الهندسية» و«ثانوية ناصر للعلوم الأساسية واللغات» و«مدرسة الإشراق لتنمية القدرات». كما يوجد بها مدرسة للصم وضعاف السمع.

### الصحــة
تضم البيضاء 3 مستشفيات عامة و13 مركزا صحيًّا وعيادة عامة ودار رعاية الأطفال والمسنين، موزعة على أحياء البيضاء المختلفة، ويعمل بهذه المراكز والمستفيات العديد من الأطباء الليبيين والأجانب، مثل مستشفى 17 فبراير ومستشفى عمر المختار ومستشفى النساء والولادة قيد الإنشاء. والمركز الوطني لتشخيص وعلاج العقم  بالإضافة إلى ذلك، هناك معمل تحاليل ليبيا الغد التابع لمصرف التجارة والتنمية، والعديد من مراكز التحاليل والعيادات الخاصة والمراكز الإيوائية المتوفرة في المدينة كما يوجد بها مركز البيضاء للتوحد والذي يعتبر هو الوحيد في ليبيا.

### الأنشطة الاجتماعية
هناك العديد من الجمعيات الخيرية، التي تتخذ من البيضاء مركزًا رئيسيًا لها، وأيضًا بالمدينة العديد من فروع الجمعيات الأخرى، أهمها «جمعية هناء الخيرية» و«جمعية النهضة النسائية» و«جمعية الحكمة الخيرية» وجميعة أفريقيا الخيرية، وفرع للهلال الأحمر الليبي، وجمعية الحكيم الخيرية. كما تضم عددًا النوادي الاجتماعية كنادي المرأة ونادي المعلمين ونادي القضاة ونادي المحامين.

### مؤشرات
هذه بعض المؤشرات الصادرة من الهيئة العامة للمعلومات حول مدينة البيضاء ومحافظتها لعام 2005.
| بعض المؤشرات بمدينة البيضاء ومحافظتها لعام 2005 م | بعض المؤشرات بمدينة البيضاء ومحافظتها لعام 2005 م | بعض المؤشرات بمدينة البيضاء ومحافظتها لعام 2005 م | بعض المؤشرات بمدينة البيضاء ومحافظتها لعام 2005 م | بعض المؤشرات بمدينة البيضاء ومحافظتها لعام 2005 م | بعض المؤشرات بمدينة البيضاء ومحافظتها لعام 2005 م | بعض المؤشرات بمدينة البيضاء ومحافظتها لعام 2005 م | بعض المؤشرات بمدينة البيضاء ومحافظتها لعام 2005 م | بعض المؤشرات بمدينة البيضاء ومحافظتها لعام 2005 م | بعض المؤشرات بمدينة البيضاء ومحافظتها لعام 2005 م | بعض المؤشرات بمدينة البيضاء ومحافظتها لعام 2005 م | بعض المؤشرات بمدينة البيضاء ومحافظتها لعام 2005 م | بعض المؤشرات بمدينة البيضاء ومحافظتها لعام 2005 م | بعض المؤشرات بمدينة البيضاء ومحافظتها لعام 2005 م |
| ------------------------------------------------- | ------------------------------------------------- | ------------------------------------------------- | ------------------------------------------------- | ------------------------------------------------- | ------------------------------------------------- | ------------------------------------------------- | ------------------------------------------------- | ------------------------------------------------- | ------------------------------------------------- | ------------------------------------------------- | ------------------------------------------------- | ------------------------------------------------- | ------------------------------------------------- |

| البيان                              | العدد             |
| ----------------------------------- | ----------------- |
| عدد الأسر                           | 31338 أسرة        |
| عدد المواليد                        | 5812 طفل          |
| عدد الوفيات                         | 502 شخص متوفي     |
| عدد العاملين اقتصادياً               | 64048 عامل ليبي   |
| حالات الزواج                        | 2364 حالة زواج    |
| حالات الطلاق                        | 175 حالة طلاق     |
| عدد الطلبة في مرحلة التعليم الأساسي | 42508 طالب وطالبة |

## معالم ومواقع أثرية وسياحية

### دينية
في البيضاء، يقع مرقد الصحابي رويفع بن ثابت الأنصاري، وفيها أقيمت أول زاوية دينية سنوسية في ليبيا وأفريقيا، والتي كانت تعرف بـ أم الزوايا، والتي أقامها محمد بن علي السنوسي، وكانت تحديدًا في منطقة الزاوية القديمة. أشهر مساجد المدينة، مسجد السوق العتيق ومسجد رويفع بن ثابت الأنصاري ومسجد الزاوية القديمة ومسجد بلال بن رباح.، كما تعتبر البيضاء أكثر المدن الليبية التي تحتوى على المساجد. بعد عمليات الهدم الممنهجة للأضرحة، التي قامت بها بعض الجماعات التي توصف «بالمتطرفة» تشكلت سرية لحماية الضريح تتبع وزارة الداخلية يقوم فيها شباب من هذه المدينة بالسهر على حماية هذا المعلم التاريخي الليبي، لكي لا يكون مصيره كمصير بعض الأضرحة التي تم هدمها.

### سياحية وتاريخية

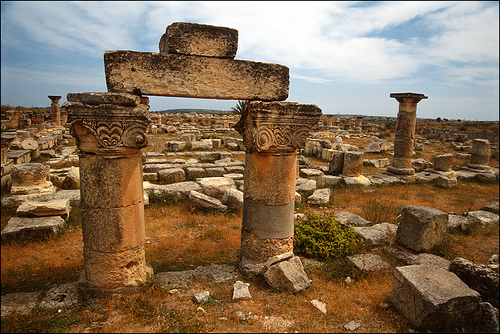
معبد أسكليبيوس.

بنيت المدينة في موقع بلدة بلاغراي الأغريقية الواقعة الآن في حي الزاوية القديمة والتي يوجد بها معبد إله الشفاء أسكليبيوس. من معالم المدينة أيضًا، قصر الملك إدريس السنوسي وهو يرجع لفترة الحكم الملكي في ليبيا، ومتحف البيضاء الذي يحتوي على بعض الآثار الإغريقية والرومانية لبلدة بلاغراي، وساحة الكنيسة والتي يرجع تأسيسها إلى عهد الاحتلال الإيطالي. وعلى بعد 20 كيلو من المدينة، يوجد جسر وادي الكوف الشهير، وهو أعلى وأطول جسر معلق في ليبيا، ووادي الكوف كان مقرًا لشيخ المجاهدين عمر المختار. وبالمدينة أيضأ برج يدعى برج السيلس، وهو برج لتخزين القمح والشعير أقيم في فترة الاحتلال الإيطالي، وهو لا يزال موجود حتى الآن، لكنه أصبح غير صالح للتخزين.

### أماكن الترفيه

فندق مرحباً السياحي بالبيضاء

تضم البيضاء أيضًا العديد من الأماكن الترفيهية، والكثير من الحدائق العامة، ومن أشهرها «منتجع التلال السياحى» بمنطقة الوسيطة، وملاهي حديقة الطفل في وسط المدينة، و«منتزه الزهور العائلي» ومنتزه وادي الكوف و«منتزه الجلاء» و«مدينة ألعاب البيضاء» والعديد من الحدائق العامة الأخرى، إضافة إلى مصيفي الحمامة ومصيف الحنية.
في البيضاء، العديد من الفنادق والمنتجعات ذات الفئات المختلفة، ومن أشهر تلك الفنادق، فندق بنتابوليس السياحي وفندق قصر البيضاء السياحي وفندق لولؤة الخليج السياحي، وغيرها من الفنادق حسب الدرجات. كما تجرى أعمال صيانة وتنفيذ فنادق حديثة على الطراز العالمي.

## النقل والمواصلات

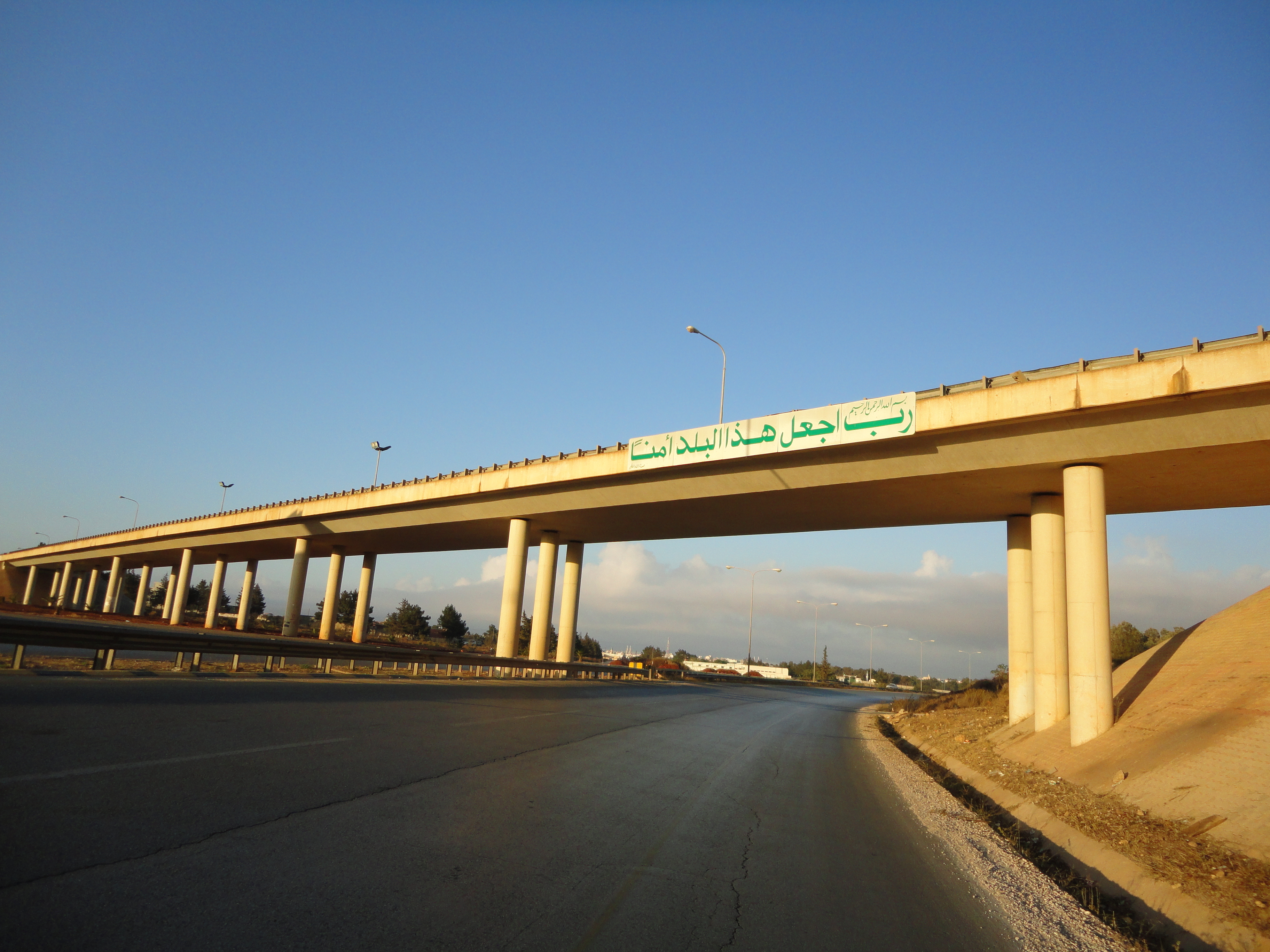
جسر مدخل البيضاء الشرقي

تضم البيضاء مطارًا واحدًا وهو مطار الأبرق الدولي أو ما يعرف بمطار البيضاء الدولي.
أما في مجال النقل البري، فبالمدينة حافلات لنقل المواطنين داخل المدينة. كما يجري تنفيذ محطتي قطارات الأولى داخل المدينة والثانية بمنطقة سيدي محمد الحمري، في إطار مدّ شبكة حديثة من القطارات لربط المدن الليبية ببعضها.
تتفرع من البيضاء عدة طرق، تشكّل شبكة تربط منطقة الجبل الأخضر ببعضها؛ مما يجعلها مركزًا للجبل الأخضر، وأهم تلك الطرق:
- «طريق البيضاء – القبة - درنة» بطول 44 كم وبإجمالي طول 93 كم حتى درنة.
- «طريق البيضاء – المرج - بنغازي» بطول 104 كم حتى المرج وبإجمالي طول 198 كم حتى بنغازي.
- «طريق البيضاء – عمر المختار - أسلنطة» بطول 20 كم حتى عمر المختار، وبإجمالي طول أسلنطة 21.5 كم.

كما أنه هناك مشروع لإقامة طريق مزدوج من البيضاء إلى منطقة وادي الكوف.
يوجد العديد من الجسور داخل مدينة البيضاء والمناطق التي حولها، ومن أهمها جسر وادي الكوف، الذي يربط بين مدينة البيضاء ومدينة المرج إلى الغرب من مدينة البيضاء، وهو يعتبر أكبر جسر معلق في ليبيا.

## الثقافة

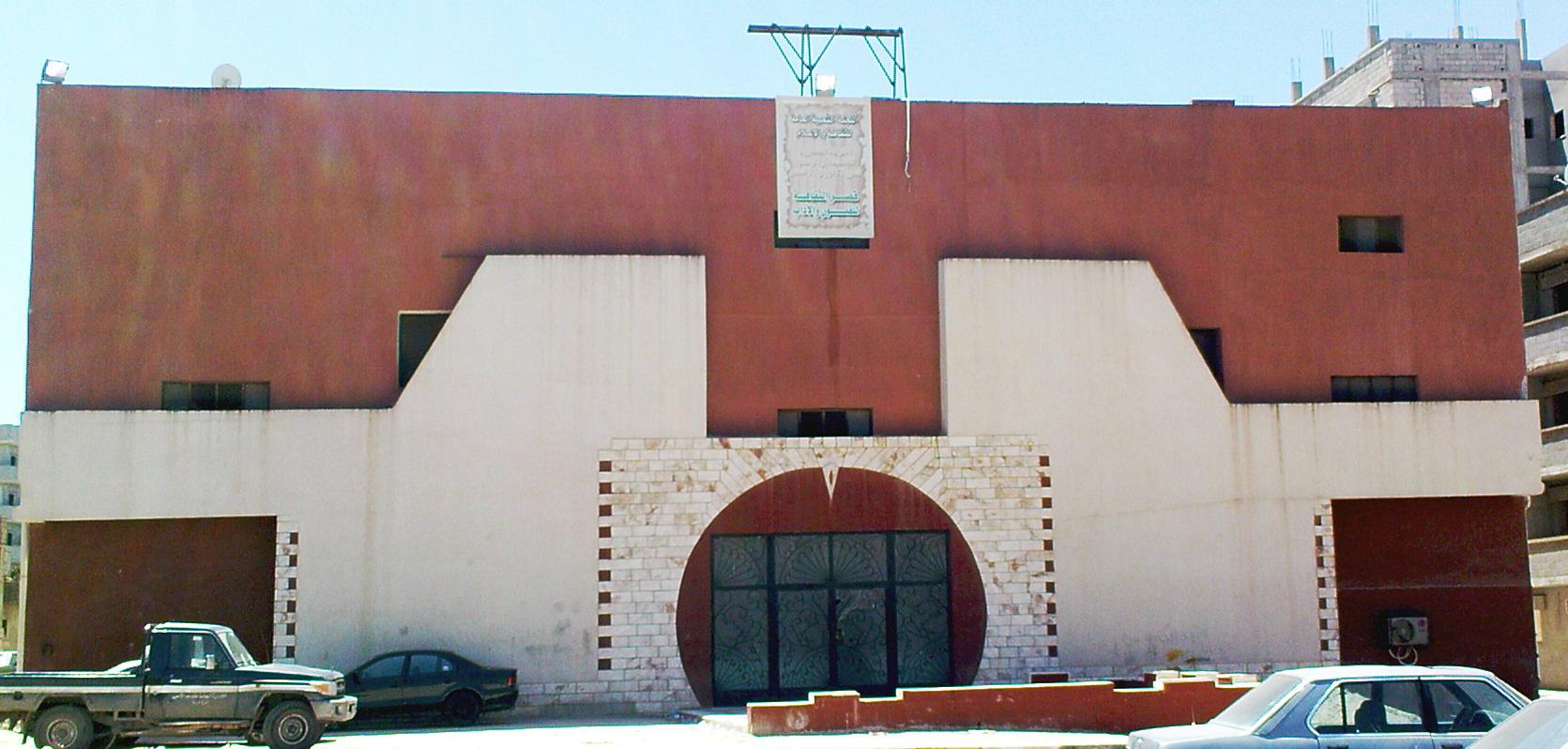
قصر الثقافة للفنون والآداب

### الفنون
في السابق، كانت هناك دراين للسينما في البيضاء، أما الآن فهي تضم دار سينما واحد، إضافة إلى العديد من المسارح المنتشرة في مختلف أحيائها، مثل المسرح الحديث ومسرح المختار ومسرح الركح. كما يوجد بالمدينة العديد من الأنشطة الثقافية، وبالأخص الشعرية والغنائية، فهي تضم عددًا من الفرق الغنائية مثل فرقة الجبل الأخضر وفرقة الهواة وفرقة المختار للمسرح وفرقة الركح للمسرح وفرقة السلفيوم للدراما وفرقة مسرح الغد. يوجد بها أيضًا منتدى أماسي البيضاء الثقافي وقناة الجبل الأخضر المرئية وليبيا الرياضية في الجبل الأخضر والبطنان وإذاعة الجبل الأخضر المرئية الأرضية والإذاعة المحلية المسموعة للقرآن الكريم والإذاعة المحلية المسموعة الجبل الأخضر أو مايعرف بإذاعة (ليبيا الحرة)  وتعتبر هي أول إذاعة تباشر بتغطية ثورة 17 فبراير على مستوى شبكات الإذاعة.

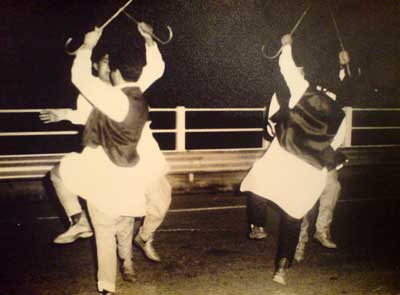
رقصة الكسكة لفرقة الجبل الأخضر على جسر وادي الكوف 1979

تشتهر البيضاء بالشعراء والمغنيين المعروفين في النطاق المحلي، من فناني الفن الشعبي «المرسكاوي» وغيره من الفنون الليبية، ومنهم تونس مفتاح وخيرية الغرياني وفضل المبروك وفرج العربي ومفتاح بوحليقة والمهدي أنصيص والمهدي أطريوا وفوزي أصغيرونة ورمضان ونيس والمهدي الهيلع وعبد الباسط المسماري وعلي أغنيوه وفؤاد أمغيبنه والمهدي دلة وعبد الباسط القطعاني.
وفي المجال الشعري، تتعدد ألوان الشعر في البيضاء من شعر غنائي وشعر شعبي وغناوة العلم وشتاوى والمجرودة وضمة القشة وغيرها من الفنون التي تزخر بها منطقة الجبل الأخضر. أشهر شعراءها الشاعر مراد البرعصي والبزاري والرويعي الفأخرى وبوستة وحكيم الجراري، وغيرهم الكثير.

### الإعلام
تتنوع الصحف والمجالات التي تصدر من مدينة البيضاء، أهمها صحيفة أخبار الجبل المختصة بشؤون البيضاء والجبل الأخضر، وصحيفة المختار ومجلة المجال ومجلة المختار الإنسانية ومجلة المختار للعلوم التطبيقية.

### السياسة

الاجتماع التأسيسي للمجلس الوطني الانتقالي بالبيضاء

كانت مدينة البيضاء عاصمة ليبيا السياسية في العهد الملكي، كما كان يُعد فيها بناء المباني لكتون عاصمة ليبيا في العهد الملكي، إلا أن ألغي مشروع البيضاء كعاصمة ليبيا بعد وصول معمر القذافي للحكم.
ومنها انطلقت الشرارة في 16 فبراير ثورة 17 فبراير أو المظاهرات المطالبة بتغيير حكم العقيد معمر القذافي، وسقط فيها أولى شهداء في ثورة 17 فبراير وتُعتبر أول مدينة تحررت من قبضة معمر القذافي، كما كان أول اجتماع تأسيسي وتشاوري للمجلس الوطني الانتقالي المعارض للقذافي أقيم فيها.
كما أنها مدينة البيضاء مقراً للهيئة التأسيسية لصياغة الدستور، كما أن حكومة إقليم برقة المعلنة تتخذ من مدينة البيضاء مقرّاً لها.
كما انها مقر الحكومة الليبية المؤقتة برئاسة عبد الله الثني.

### الرياضة
تضم البيضاء العديد من النوادي الرياضية مثل نادي الأخضر الليبي الرياضي، الذي تأسس عام 1958، ويعتبر من الأندية الكبيرة في ليبيا، ونادي الأنصار الليبي الرياضي الذي تأسس عام 1984، ونادي رويفع الأنصاري للفروسية ونادي أبوهينيه للفروسية ونادي الرجاء الليبي بضاحية الغريقة. كما يوجد بالمدينة مدينة رياضية متكاملة، تضم ملعبًا رئيسيًا وهو ملعب الوثيقة الخضراء.
بالمدينة العديد من الملاعب الرياضية مثل البيضاء الخاص بنادي الأنصار وملعب أول سبتمبر الخاص بنادي الأخضر.
بغلإضافة إلى ذلك، تضم المدينة صالة رئيسية مخصصة لألعاب كرة السلة واليد والطائرة والتنس الأرضي وكمال الأجسام والكاراتيه والجودو والتايكوندو والجمباز.
جارى التصميم لإقامة قرية أولمبية بمنطقة سيدي الحمري التابعة لمدينة البيضاء، حيث سيتم تنفيذ صالات مغلقة لألعاب (الجودو والتايكواندو والجمباز وتنس الطاولة وأحواض للسباحة)، بالإضافة إلى تنفيذ ملاعب مفتوحة لألعاب (كرة القدم ومضمار العاب القوى وحوض سباحة متكامل وحلبة للدراجات أربعة ملاعب للتنس الأرضي)، إلى جانب تنفيذ عدد من المرافق الخدمية لتشمل فنادق ومطاعم ومقاهي ومراكز طبية ومقر إقامة وإعاشة للرياضيين والمراكز الإعلامية والمخيمات وبوابات الدخول والخروج، بالإضافة إلى مساحات خضراء ومواقف للسيارات، وممرات للمشاة وحدائق. يوجد أيضًا داخل المدينة العديد من الصالات المغلقة والعديد من الملاعب الخاصة.

## أعلام البيضاء

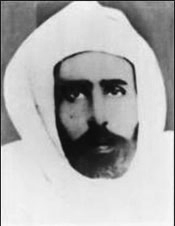
المهدي السنوسي

تنتمي العديد من الشخصيات الشهيرة إلى مدينة البيضاء، ومنهم:
- عبد الرازق جلغاف البرعصي (1907-2017) أحد رفاق عمر المختار.
- الأسقف سينيوس (فيلسوف وشاعر ورجل دين مسيحي روماني).
- المهدي السنوسي (والد ملك ليبيا السابق «إدريس السنوسي» وقائد الحركة السنوسية "1859 - 1902").
- منصور المحجوب (مؤسس جامعة السيد محمد بن علي السنوسي الإسلامية، وأوَّل شيوخها، ورئيس المحكمة العليا بليبيا، وممثل ليبيا في رابطة العالم الإسلامي).
- الفريق محمود علي بوقويطين (قائد قوة الأمن العام في عهد المملكة الليبية).[94]
- الشهيد حسين الجويفي (قائد دور البراعصه والدرسة).[95][96]
- البكباش حمد خيرالله (أحد أبرز المجاهدين الليبيين الذين قادوا الفرسان في أكثر من موقعة في عهد الجهاد ضد إيطاليا).
- عبد السلام الجوير (وزير الاقتصاد والتجارة سابقاً).
- خليفة عمر المسماري (قائد سابق للقوات الخاصة وللقوات العسكرية الليبية وامر كتيبة الصاعقة).
- الفريق مفتاح سليمان بو شاح (قائد عام سابق لقوات الأمن في عهد المملكة الليبية).
- مصطفي عبد الجليل («وزير العدل السابق» ورئيس المجلس الوطني الانتقالي سابقاً والمجلس المحلي بالبيضاء بالسابق).
- سالم الشيخي (وزير الأوقاف في ليبيا، رئيس لجنة الفتوي في بريطانيا سابقاً).
- مفتاح العماري شاعر وكاتب ليبي كبير من الشعراء المجددين في قصيدة النثر بليبيا له أكثر من عشرة دواوين بالإضافة إلى كتب أخرى في النقد والمسرح.
- أحمد يوسف عقيلة (قاص ومدون ليبي وباحث في التراث الشعبي الليبي).
- حسين لحلافي (شاعر وطني مرموق، أول عميد لأول جامعة إسلامية في ليبيا).
- تونس مفتاح (مطربة ليبية في الساحة الليبية والعربية).
- إبراهيم عمر هزاوي مربٍّ وواعظ، وأحد أعضاء اللجنة الدائمة للإفتاء.
- إدريس فضيل، نائب رئيس رابطة علماء ليبيا، أكاديميٌّ، كاتب ومؤرِّخ، داعية وفقيه.
- رمضان ونيس (مغني ليبي المرسكاوي في الساحة الليبية).
- أحمد المسماري المتحدث العسكري باسم القيادة العامة للقوات المسلحة العربية الليبية.

## صور من البيضاء

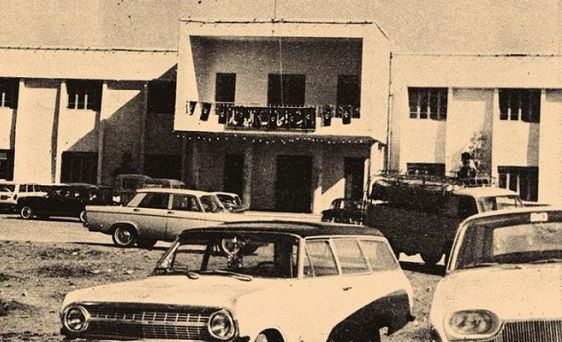
محافظة البيضاء عام 1966
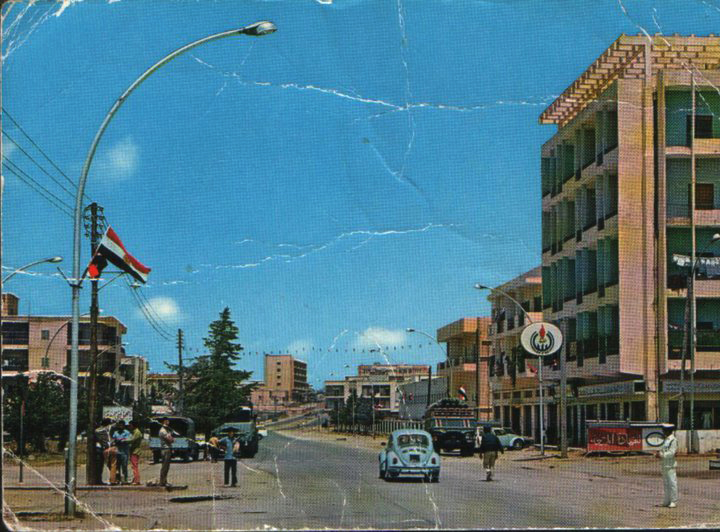
صورة لمدينة البيضاء في فترة الجمهورية العربية الليبية
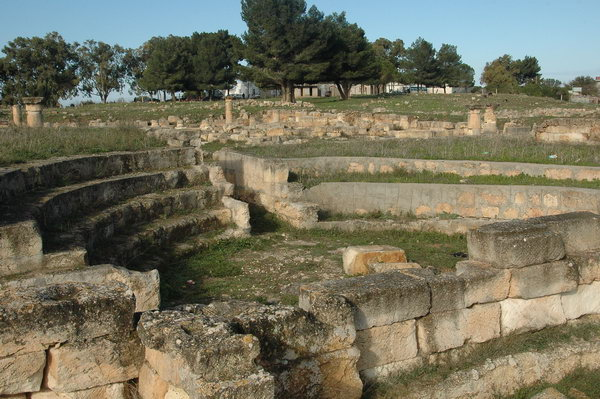
منظر لبلدة بلاغراي سابقًا، مدينة(البيضاء) الآن

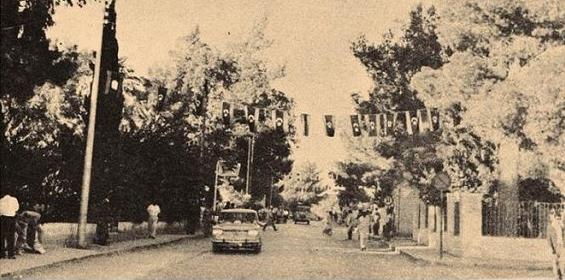
أحد شوارع البيضاء 1966
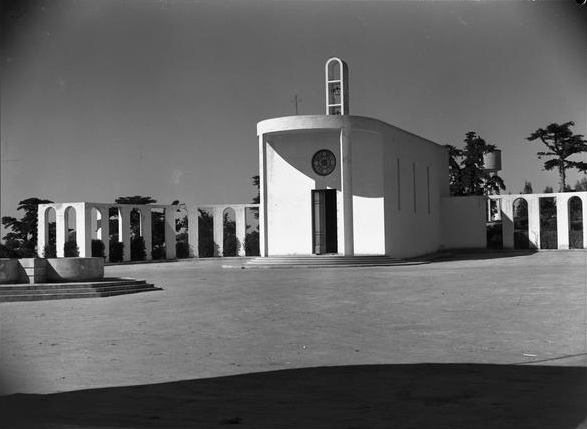
كنيسة البيضاء 1940
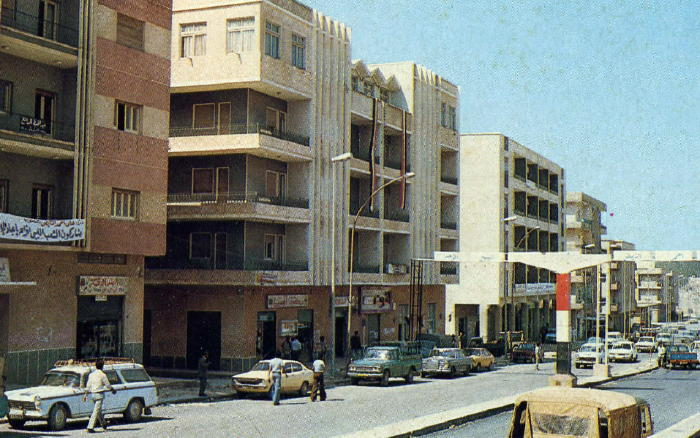
شارع العروبة 1970

## توأمة مع مدن أخرى
- كيرنتن، النمسا.[97]
- كوكالي، تركيا.[98]

## طالع أيضًا
- منتدى أماسي البيضاء الثقافي
- قبائل ليبيا